# Estação Ferroviária de Baleizão
A Estação Ferroviária de Baleizão, inicialmente denominado de Baleisão, é uma gare encerrada do Ramal de Moura, que servia a localidade de Baleizão, no concelho de Beja, em Portugal.

## História

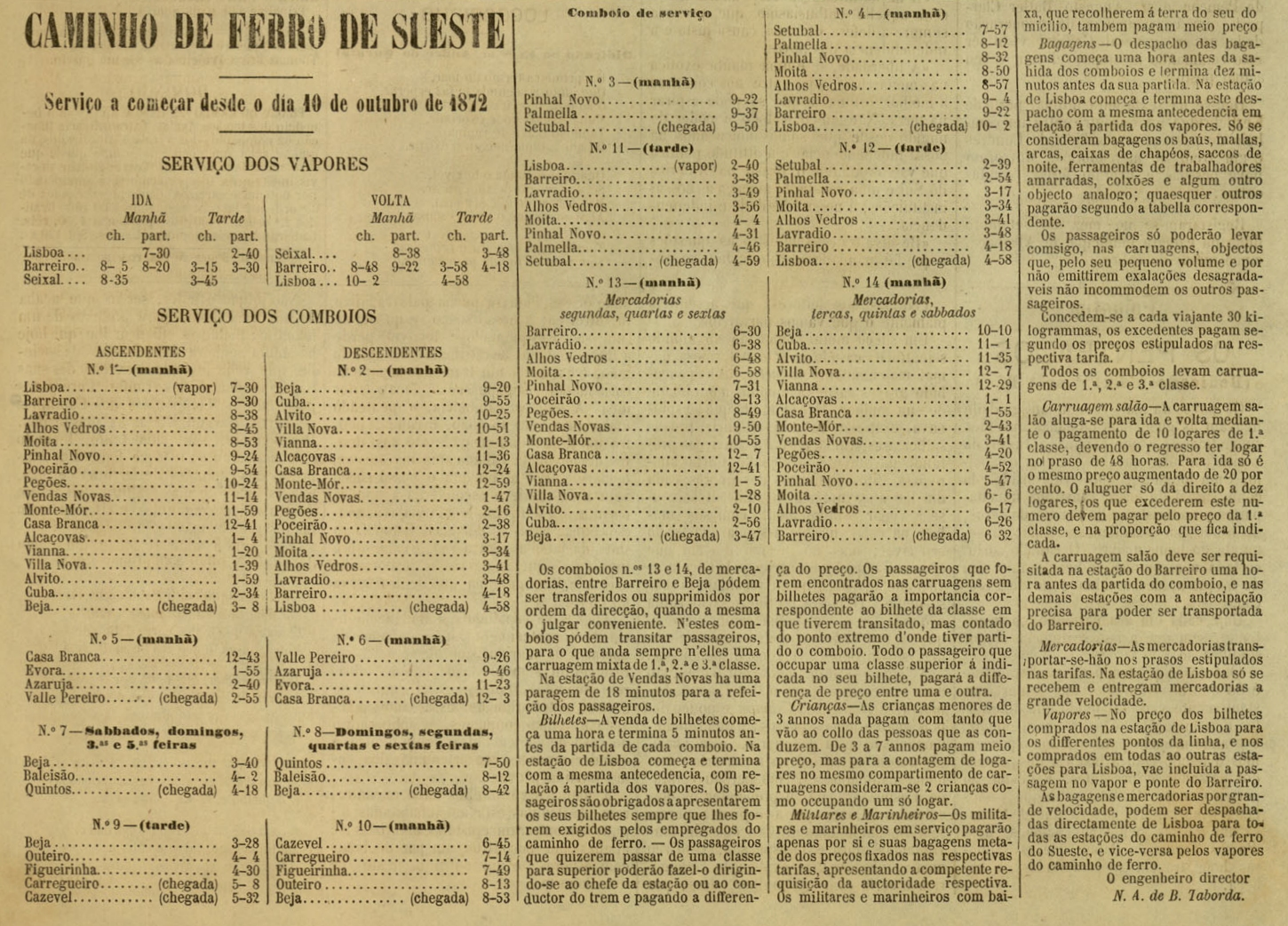
Horários dos vapores para a margem Sul e dos comboios no Alentejo, em 1872. Esta interface surge com o nome primitivo, Baleisão.

Esta interface encontrava-se no lanço do Ramal de Moura entre Beja e Quintos, que foi aberto em 2 de Novembro de 1869.
Em 19 de Junho de 1917, os trabalhadores de Baleizão organizaram-se e foram à estação, de onde retiraram noventa e três sacos de farinha, que posteriormente entregaram à Junta da Paróquia; no dia seguinte tentaram novamente, mas foram repelidos com violência pela Guarda Nacional Republicana, resultando num morto e três feridos. Este foi um dos vários incidentes que ocorreram na região durante a Primeira Guerra Mundial, devido aos problemas económicos e à falta de alimentos provocados por aquele conflito.
Um diploma no Diário do Governo n.º 183, III Série, de 8 de Agosto de 1950, aprovou o auto de recepção definitivo da empreitada n.º 86, relativo à construção de casas para pessoal do tipo A, de duas famílias, em Baleizão, Pias e Moura.
O Ramal de Moura foi encerrado pela empresa Caminhos de Ferro Portugueses em 2 de Janeiro de 1990.
Em 13 de Outubro de 2023 foi lançado o concurso para a exploração turística de várias antigas gares ferroviárias na região do Alentejo, incluindo a estação de Baleizão, como parte do programa estatal do Fundo Revive Natureza.